# Municipio de Jackson (condado de Nodaway)
El municipio de Jackson (en inglés: Jackson Township) es un municipio ubicado en el condado de Nodaway en el estado estadounidense de Misuri. En el año 2010 tenía una población de 986 habitantes y una densidad poblacional de 5,09 personas por km².

## Geografía
El municipio de Jackson se encuentra ubicado en las coordenadas 40°22′29″N 94°40′41″O / 40.37472, -94.67806. Según la Oficina del Censo de los Estados Unidos, el municipio tiene una superficie total de 193.55 km², de la cual 193,53 km² corresponden a tierra firme y (0,01 %) 0,02 km² es agua.

## Demografía
Según el censo de 2010, había 986 personas residiendo en el municipio de Jackson. La densidad de población era de 5,09 hab./km². De los 986 habitantes, el municipio de Jackson estaba compuesto por el 99,19 % blancos, el 0,1 % eran afroamericanos, el 0,2 % eran amerindios, el 0,1 % eran asiáticos y el 0,41 % eran de una mezcla de razas. Del total de la población el 0,81 % eran hispanos o latinos de cualquier raza.